# Сегунда Дивисион
Сегунда Дивисион, също така позната като Ла Лига Хипермоушън (заради спонсорски договорености), е втората футболна дивизия в Испания, в която участват 22 отбора. На 16 август 2006 г. LFP постига споразумение с BBVA за спонсорство на Сегунда Дивисион, прекръствайки лигата „Liga BBVA“. От сезон 2008 – 2009, лигата се казва „Liga Adelante“.

## Стадиони 2023 – 24
| Клуб             | Стадион                        | Капацитет |
| ---------------- | ------------------------------ | --------- |
| Елче             | Естадио Мануел Мартинес Валеро | 38 750    |
| Сарагоса         | Ла Ромареда                    | 34 596    |
| ФК Андора        | Нуева Кондомина                | 33 045    |
| Елденс           | Нов стадион Пепико Амат        | 32 500    |
| Лас Палмас       | Гран Канария                   | 32 500    |
| Реал Овиедо      | Естадио Аноета                 | 32 500    |
| АликантеХеркулес | Хосе Рико Перес                | 30 000    |
| Леванте          | Сиудад де Валенсиа             | 25 354    |
| Тенерифе         | Хелиодоро Родригес Лопес       | 24 000    |
| Леганес          | Бутарке                        | 22 000    |
| Еспаньол         | Стадион Stage Front            | 19 200    |
| Кастейон         | Ноу Касталия                   | 18 000    |
| Саламанка        | Ел Хелмантико                  | 17 341    |
| Албасете         | Карлос Белмонте                | 17 300    |
| Кордоба          | Нуево Аркангел                 | 15 425    |
| Райо Валекано    | Тереса Риверо                  | 15 000    |
| Химнастик        | Ноу Естади                     | 14 500    |
| Хуеска           | Ел Алкораз                     | 8000      |
| Севиля Атлетико  | Сиснерос Паласиос              | 7000      |
| Ейбар            | Ипуруа                         | 5250      |
| Хирона           | Монтивили                      | 5000      |

## История
- Този шампионат е създаден през 1929 г.и винаги е членувал в LFP.
- Към 2017 г. съдържа 22 клуба.

- Най-добрият играч за сезон 2006 – 2007 е шведът Хенок Гойтъм.

- На 4 юни 2008 г., името на шампионата е променено от Liga BBVA на Liga Adelante.

## Система на състезанието
Подобно е на Примера Дивисион:
Първите три се качват в Примера Дивисион.
Последните четири изпадат в Първа федерация.

### Отиващи вПримера Дивисион 2008/09
- СД Нумансия
- Малага СФ
- Спортинг Хихон

### Изпадащи вПърва федерация2023/24
- СД Понферадина
- Малага СФ
- UD Ибиса
- Клуб Депортиво Луго

### Идващи отПримера Дивисион2007/08
- Реал Сарагоса
- Реал Мурсия
- Леванте

### Идващи отПърва федерация
- Расинг Ферол
- SD Аморебиета
- АД Алкоркон
- Елденс